# Carl Friedrich von Lowtzow
Carl Friedrich von Lowtzow (getauft am 13. November 1741 in Heide; † 10. April 1789 in Eutin) war ein deutscher Verwaltungsbeamter.

## Leben und Wirken
Carl Friedrich von Lowtzow war ein Sohn von Christoph Hinrich von Lowtzow (getauft 1713 in Belitz; gestorben 1776, begraben in der Nikolaikirche in Kiel) und dessen Ehefrau Anna Hedwig, geborene Fischer (getauft am 25. September 1723 in Lunden). Sein Vater war ein gottorfischer Offizier, der sich als Generalmajor im gottorfischen Kleinstaat Verdienste erworben hatte und ein Gut auf Veelböken besaß. Sein Großvater mütterlicherseits war der Jurist Hinrich Friedrich Fischer.
Von Lowtzow studierte ab dem Sommersemester 1758 Rechte an der Universität Kiel. Im Juni 1759 bat sein Vater den Landesherren, seinem Sohn eine Exspektanz auf den Posten des Landvogts in Norderdithmarschen zu verschaffen. Das Geheime Regierungs-Conseil erachtete von Lowtzow als qualifizierten Kandidaten, den es unterstützen wollte. Dagegen sprach aus seiner Sicht, dass nur seine Mutter aus dem Land stammte, was das Indignatsrecht der Landschaft Norderdithmarschen jedoch nicht einschränke. Im Herbst 1761 stellte der Conseil die Exspektanz für das Amt des Landvogtes aus, wogegen die Landschaft keine förmlichen Proteste einlegte.
Nach dem Tod des amtierenden Landvogtes Christian Hinrich Paulsen ersuchte von Lowtzow um die vakante Stelle, die er 1762 erhielt. Wahrscheinlich aufgrund der Ermordung des Zaren Peter III. in Sankt Petersburg trat er das Amt erst im Januar 1763 an. Kurze Zeit später wurde er zum Etatsrat ernannt. Von Lowtzow übernahm sein Amt unter ungünstigen Umständen: die Landschaft sah ihn als Landfremden an, und der Geheime Rat Detlev Freiherr von Pechlin schrieb in einem Gutachten für die landesherrliche Regierung, dass das Landvogtamt nicht familiär mit der Landschaft verbunden sein solle, um diese besser kontrollieren zu können.
Aufgrund seines persönlichen Ehrgeizes und ggf. auch seiner absolutistischen Erziehung fühlte sich von Lowtzow alleinig dem Landesherren verpflichtet. Die Landschaft zeigte ihm sofort, dass sie ihn ablehnte, und zahlte ihm nicht das üblicherweise bei Amtsantritt gewährte Willkommensgeld („Douceurgeld“). Hinzu kam, dass er bei Amtsübernahme jung und unerfahren war. Das Verhältnis zur Landschaft verbesserte sich nie. 1765 geriet er im Rahmen von Verhandlungen über Privilegien der Landschaft auch in einen Konflikt mit dem Landesherren. Er bestand auf einer Vorprüfung der Privilegienanträge, was das Regierungs-Conseil befremdet ablehnte. Der Grund hierfür mag weniger darin zu suchen sein, dass die Rechte der Landschaft geschützt werden sollten, sondern in der Verärgerung darüber, dass er versuchte, die Kompetenzen des Conseils zu ignorieren.
Im Folgemonat reichte die Landschaft beim Conseil eine Beschwerde über von Lowtzow ein. Er missachte das Gericht in Dithmarschen, kassiere zu hohe Gebühren und übertrete seine Kompetenzen in der Verwaltung von Justiz und Finanzen. Da Ende 1765 sowieso eine neue Justizordnung in Kraft treten sollte, reagierte die Regierung nicht entschieden auf die Beschwerde. Eine General-Landes-Visitationskommission kam im August 1767 aber zu dem Ergebnis, dass die neue Justizordnung nicht dazu geführte habe, dass Gerichtsverfahren kürzer abgeschlossen wurden und die Gebühren nicht gesenkt worden seien. Die Landschaft machte dafür auch von Lowtzow verantwortlich, der zu oft Prozesse vertagt habe.
Von 1769 bis 1773 verhandelte von Lowtzow mit der Landschaft. Trotz der Konflikte und der Regierung, die ihn nur wenig unterstützte, konnte er als erster Landvogt die Zahlung eines Fixgehaltes von der Landschaft erreichen, das er zusätzlich zum 1771 deutlich erhöhten Gehalt seines Dienstherren erhielt. 1772 wurde er zum Konferenzrat ernannt und erkämpfte sich, wohl um sein Ansehen zu steigern, einige Jagdrechte. Im April 1772 erreichte er zudem, dass er für die drei Folgejahre Präsidium und Stimmrecht in der Landesversammlung erhielt. Hier vereinte er seinen persönlichen Ehrgeiz mit dem Anliegen der Regierung, Finanz- und Rechnungswesen der Landschaft direkt zu beeinflussen. Diese litten seit den 1760er Jahren unter Misswirtschaft, die sich 1768 in einem Finanzskandal um den Landespfennigmeister Peter Voigt zeigte. Voigt hatte ab 1768 das Rechnungswesen der Landschaft korrumpiert und deren Ansehen sehr geschadet.
Von Lowtzow ging gegen die Personalstruktur der Selbstverwaltung der Landschaft vor, die aufgrund von Rücksichtnahmen auf Familien und Anciennitäten als korrupt galt. Er erreichte, dass ab 1764 Amtsträger auf Kirchspielebene vereidigt wurden. Die Gevollmächtigten und Deputierten mussten bei Amtsantritt einen Eid vor dem Landvogt ablegen. 1766 hatte er Erfolg mit dem Vorhaben, die Vertretung des Kirchspielvogts neu zu regeln.
Während der späten Phase einer Amtszeit wurden alle großen großfürstlichen Landesteile Holsteins vermessen. Die Leitung der von Las Christinsen und den für ihn arbeiteten Landmessern von 1769 bis 1777 durchgeführten Arbeiten hatte ab 1700 von Lowtzow. Auch hier kam es zu einem Streit mit der Landschaft. Diese forderte – vermutlich aus steuerlichen Gründen – nur urbares Land, nicht jedoch Moore und Hölzungen zu vermessen, was der Landvogt ablehnte. Spätestens ab 1774 hatte er auch Probleme mit Las Christinsen, der ihm zwar unterstand, aber mit Caspar von Saldern befreundet war, der dem General-Land-und-Ökonomie-Verbesserungs-Direktorium angehörte. Von Lowtzow beschwerte sich in mehreren Aspekten über die Landmesser, erhielt vom Generaldirektorium aber nur wenig Unterstützung.
Im Januar 1776 schloss von Lowtzow mit Friedrich Levin von Holmer die geheime Vereinbarung, nach dem Tod Johann Ludwig von Wedderkops Präsident der fürstbischöflichen Regierung in Eutin zu werden. Der Grund hierfür war wahrscheinlich nicht der Übergang der großfürstlichen holsteinischen Landesteile an den dänischen König, sondern die angespannte Lage in Norderdithmarschen. Nach dem Ende der Vermessungsarbeiten bat er im August 1777 um Entlassung aus dem Dienst und trat in der Tat die Nachfolge des am 17. Juni 1777 verstorbenen Wedderkopp als Präsident des fürstbischöflicheh Regierung an. Er erlangte auch die bei Wedderkopps Tod freigewordene Bischöfliche Distinkt-Präbende als Domherr im Lübecker Domkapitel.
Darüber hinaus ist dokumentiert, dass Johann Heinrich Voß einige Zeit als von Lowtzwos Hauslehrer tätig war und Friedrich Leopold zu Stolberg-Stolberg auf ihn im Amt folgte.

## Familie
1766 heiratete von Lowtzow in erster Ehe Caroline Elisabeth Freiin von Stenglin (geboren 1746), mit der einen Sohn hatte. Ihr Vater war der Kammerherr Philipp Freiherr von Stenglin und verheiratet mit Elisabeth Antoinette, geborene Widow. Seine erste Ehefrau wurde am 7. September 1767 in Heide begraben.
In zweiter Ehe heiratete von Lowtzow am 10. Juli 1774 in Heide Catharina Lucia Margaretha von Bredal (1747–1814). Ihr Vater war der großfürstliche Jägermeister und spätere Trittauer Amtmann Carl August von Bredal. Aus dieser zweiten Ehe stammten zwei Töchter und ein Sohn.